# 万場FM中継局
万場FM中継局（まんばエフエムちゅうけいきょく）は、群馬県多野郡神流町にあるFMラジオ中継局である。

## 概要
- 当中継局は、多野郡神流町麻生字朴ノ木反486番地の千束山に置かれ、神流町内などへ電波を発射している。
- なお、正式な中継局名は、NHKで万場FM中継放送所・FMGで万場FM中継放送局である。

## 中継局概要
| 放送局名        | 周波数  | 空中線電力 | ERP  | 放送対象地域 | 放送区域内世帯数 |
| NHK前橋FM放送   | 85.9MHz | 3W         | 4.8W | 群馬県       | 約-世帯          |
| FMGエフエム群馬 | 88.0MHz | 3W         | 4.8W | 群馬県       | 約-世帯          |